# Irrlicht (album)
Irrlicht ("fuoco fatuo" in lingua tedesca) è il primo album in studio del compositore tedesco Klaus Schulze, pubblicato nel 1972.
Definito una "sinfonia quadrifonica per orchestra e macchine elettroniche",  L'album è considerato uno dei capolavori della musica cosmica tedesca, nonché uno dei capitoli più importanti della sua discografia.
Nel 2006 è stato rimasterizzato con l'aggiunta di una traccia bonus.

## Il disco
Album probabilmente ispirato al cosmo,
Irrlicht venne suonato con apparecchiature elettroniche, organo, chitarra e percussioni, e presenta uno stile musicale affine a quello di compositori quali, Wagner, Wendy Carlos, Terry Riley, Karlheinz Stockhausen, La Monte Young e Ravi Shankar.
Irrlicht è suddiviso in tre movimenti (dal tedesco "satz") intitolati rispettivamente Ebene ("normale"), Gewitter ("temporale") ed Exil Sils Maria ("l'esilio a Sils Maria", forse un riferimento a Friedrich Nietzsche).
Il primo brano, Ebene, inizia con un sottofondo elettronico sinistro accompagnato da suoni di violini riecheggianti. Successivamente emerge un organo che, dopo aver risuonato sul medesimo sottofondo elettronico con un'andatura lenta, accelera considerevolmente il suo incedere.
I due brani seguenti, ovvero Gewitter e Exil Sils Maria, sono entrambi più astratti e caratterizzati dalla presenza di suoni distorti che emergono inaspettatamente.

## Tracce
Tutte le tracce sono state composte da Klaus Schulze.
1. Ebene – 23:23
2. Gewitter (Energy Rise - Energy Collapse) – 5:39
3. Exil Sils Maria – 21:25
4. Dungeon (bonus track) – 24:00